# Paries
Paries (en grec antic τοῖχος) era el nom llatí de les parets de les cases a l'antiga Roma (del que deriva parets) en contraposició dels murus (τεῖχος), la muralla d'una ciutat, i de maceries (τείχιον), la paret que tancava un petit recinte, com ara un pati o un jardí.
Les parets de les cabanes primitives, es construïen amb vímets o canyes recobertes d'argila (paries craticius 'fet de canyís'), segons Plini el Vell i Vitruvi. Posteriorment, les parets mitgeres es feien de fusta recoberta amb canyes i amb un estucat al damunt. Les parets també s'aixecaven amb maons assecats al sol (paries latericius 'fet de maons'), però en les cases més humils es feien les parets amb argila pastada, donant-li forma (paries formaceus 'fet en un motlle'). Algunes cases es feien de fusta, en llocs on abundaven els arbres. Moltes d'aquestes cases tenien la fusteria molt elaborada i les parets entre elles s'asseguraven amb clavilles o tascons de fusta. A l'Imperi Romà la fusta s'utilitzava per la construcció dels pisos superiors de les cases, que sovint sobresortien respecte a la planta baixa. S'han localitzat exemples d'aquestes construccions a Pompeia, on ha estat possible apuntalar i conservar un exemple d'aquesta planta superior que sobresurt (tabulatus o maenianum pensile). Les directrius sobre construcció a les ciutats que van dictar Neró, Trajà i altres emperadors prohibien l'ús d'aquests materials molt combustibles, sobretot a Roma on els incendis devastaven contínuament les insulae, segons Suetoni i Vitruvi.
Paries solidus era un mur que no presentava obertures, ni portes ni finestres. Paries communis era la paret mitgera que tenien en comú dues cases, segons Ovidi. La paret mitgera també s'anomenava intergerinus o intergerivus, segons Plini el Vell. Les parets que separaven les habitacions d'una casa s'anomenaven parietes directi. Ciceró distingeix quatre tipus de paret: el paries solidus oposat al pares fornicatus, un mur perforat per arcs. El paries communis o paret mitgera que diferència del paries directus o paret que separava les sales privades. La decoració de les parets era molt variada i elaborada, i sobretot s'utilitzava la pintura i el mosaic, i a les cases més riques, el marbre.